# Raschiatoio

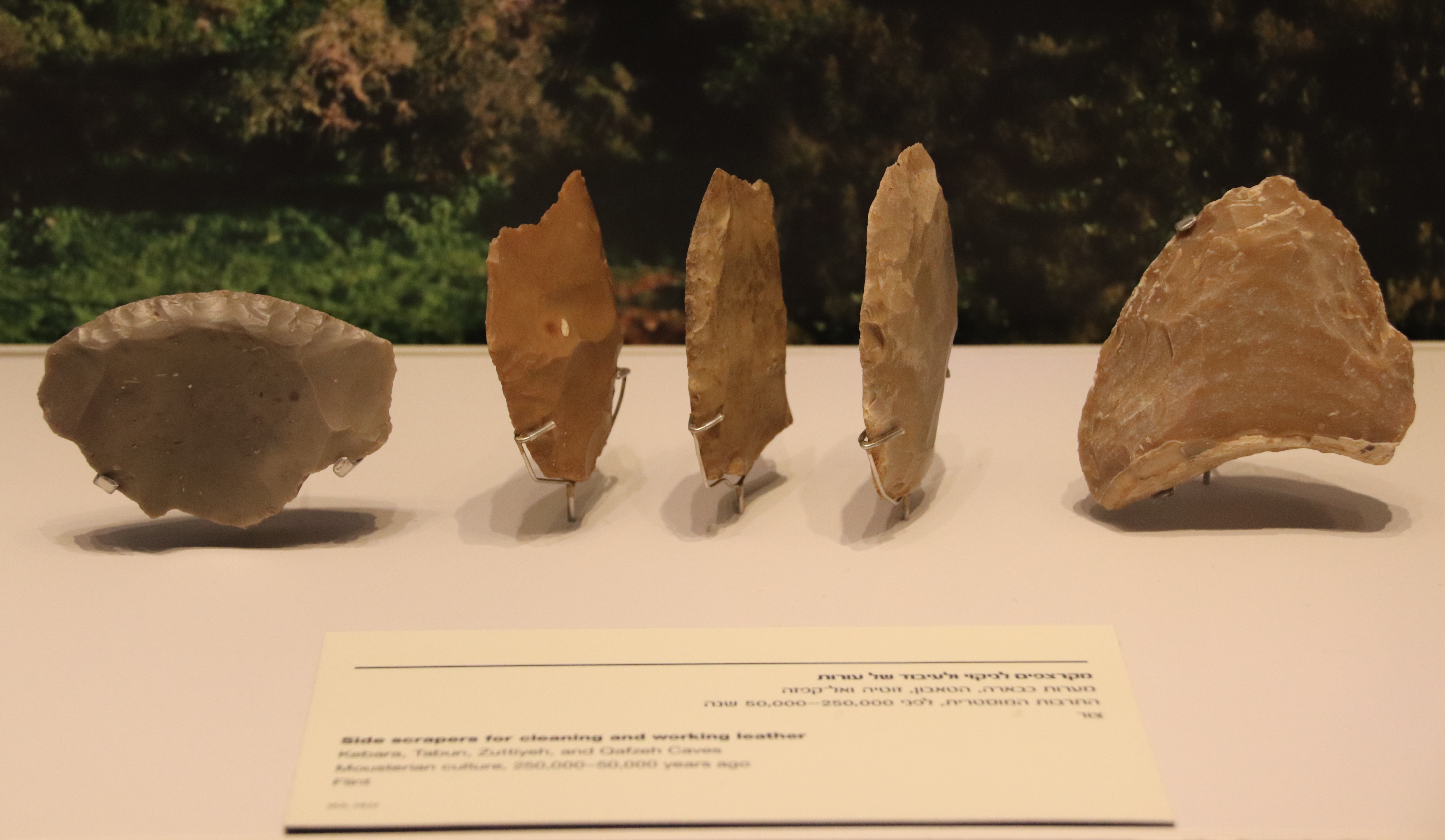
Raschietti in pietra per pulizia e lavorazione della pelle, industria musteriana, Israele

Il raschiatoio (in francese, racloir) è uno strumento utilizzato per raschiare e levigare la superficie di un corpo.
In archeologia e paletnologia, il termine indica un attrezzo litico impiegato dal Paleolitico al Neolitico, ricavato da una pietra lavorata con scheggiatura, fino a consentirne la presa con sole tre dita (pollice, indice e medio).
I raschiatoi preistorici erano molto spesso di selce o quarzite. Si suppone fossero impiegati per la rimozione del grasso e per il taglio e la preparazione delle pelli animali, con le quali si realizzavano indumenti per ripararsi dal freddo.
Ciascun raschiatoio preistorico è caratterizzato dallo stile di lavorazione e ritocco della scheggia di partenza. Da diverse modalità di ritocco si otteneva un tagliente più o meno acuto.
L'uso era particolarmente diffuso nel Paleolitico medio (dove i raschiatoi rappresentano in media più dei tre quarti dello strumentario ritrovato) e nel Musteriano, nei territori africani, vicino-orientali e mediterranei.